# Гейбл, Джун
Джун Гейбл (англ. June Gable, род. 5 июня 1945) — американская актриса, наиболее известная ролью Эстель Леонард в сериале «Друзья». Изучала актёрское искусство в университете «Карнеги-Меллоун» в Питтсбурге. Актриса четырежды появлялась на Бродвее, в том числе в постановке «Кандид» в 1974, за роль в котором была номинирована на «Тони».

## Фильмография
- 1989 — Дьяволица — риелтор
- 1989 — Бренда Старр — Люба
- 1994—2004 — Друзья — Эстель Леонард
- 2018 — Неделя до… / The Week Of — Роберта